# Castledawson
Castledawson (in gaelico irlandese An Seanmhullach) è una località del Regno Unito situata nel distretto di Magherafelt, contea di Londonderry, in Irlanda del Nord.
Il suo territorio è interessato da un tratto del corso del Moyola, un affluente del lago Lough Neagh, e si colloca sulla A 54 circa a metà strada tra l'abitato di Bellagy e il capoluogo Magherafelt.